# さんた茉莉
さんた茉莉（さんた まつり、11月16日 - ）は、日本の女性イラストレーター、グラフィッカー。血液型はA型。同人サークル「Santa☆Festa!」を主宰し、二次創作を中心に活動している。

## 作品リスト

### キャラクター原案
テレビアニメ
- 音楽少女

携帯ゲーム
- FLOWER KNIGHT GIRL ピラカンサ、ステラ
- 君と一緒に2 - 期間限定配信のヒロイン、長澤さゆりのキャラクターデザインを担当。

### ゲーム原画
- ToHeart2 ダンジョントラベラーズ
- AQUAPAZZA

### アダルトゲーム原画
- 恋の恋 ～れんのこい～
- 恋の恋 Others
- 愛佳でいくの!! ～Leaf Amusement Soft Vol.5～
- Hell Guide
- お注射しましょ ～催眠メイドとペットなお嬢様～
- 保健室のセンセーとシャボン玉中毒の助手[2]
- 保健室のセンセーとゴスロリの校医[3]
- 保健室のセンセーと小悪魔な生徒会長[4]

### 挿絵
- オーバーイメージ（MF文庫J/著者：遊佐真弘）
- 夜のちょうちょと同居計画!（電撃文庫/著者：菱田愛日）
- 召喚学園の魔術師学（マギストリ）（GA文庫/著者：中谷栄太）
- ヴォーテクス学園戦記（講談社ラノベ文庫/著者：山田有）
- 堕天のシレン（電撃文庫/著者：上月司）

### イラスト
- TVアニメ 俺たちに翼はない（第2話エンドカードイラスト）
- TVアニメ ましろ色シンフォニー（第4話エンドカードイラスト）
- さんた茉莉画集 Santa☆Festa!（電撃単行本）

### CDジャケット
- Summer Little Rainbow＆フライング・ソーサー（comic record、2015年8月14日[5]）

- 3STARS（comic record、2015年6月26日[5]）

- ネコガミ様に聞いてみて！＆ドララドラ（comic record、2014年12月28日[5]）

- Perfect Free（comic record、2014年11月27日[5]）

- Lucy&Starlit Walk（comic record、2013年12月29日[5]）

- World Heroes（comic record、2013年8月11日[5]）

- HOLiDAY HOLyDAY（comic record、2013年7月26日[5]）
- VOCALOID3蒼姫ラピス A Sugar Business（comic record、2012年4月27日[5]）